# Amata Kabua
Amata Kabua, né le 17 novembre 1928 à Jaluit et mort le 20 décembre 1996 à Honolulu, est un homme d'État marshallais. Il est le premier président de la république des Îles Marshall de 1979 à 1996.

## Biographie
Amata Kabua est né à Jabor, le principal village de l'atoll de Jaluit. Il est le fils d'un homme d'affaires japonais et d'une mère originaire des îles Marshall, qui était la fille d'un chef local. Il commence sa carrière en tant qu'enseignant avant de devenir chef de Majuro et des Îles Ratak.
Le 1er mai 1979, la République est proclamée et Kabua en devient le premier président, avant d'être élu en novembre de la même année. Il est réélu en 1983, 1987, 1991 et 1995 et meurt en fonction un an plus tard, à la suite d'une longue maladie.
Il a écrit les paroles et la musique de l'hymne national marshallais, Forever Marshall Islands.
Son fils, David Kabua, est élu président de la République le 6 janvier 2020.